# Alexander Albon
Alexander Albon Ansusinha (n. 23 martie 1996, Londra, Anglia, Regatul Unit) este un pilot de curse thailandez ce concurează în Formula 1 pentru echipa Williams. El și-a făcut debutul la Marele Premiu al Australiei din 2019, după ce a fost adus în echipa Scuderia Toro Rosso.
După ce a făcut parte din echipa Red Bull Junior Team în 2012, el a fost promovat la cursele cu monoposturi sub forma unui loc la EPIC Racing în sezonul 2012 al Eurocup Formula Renault 2.0, terminând pe locul 38 din 49 în anul său de debut. El a rămas în Formula Renault 2.0 încă două sezoane după ce și-a asigurat un loc la KTR, terminând pe locul 16 în 2013 și pe locul 3 în 2014. În 2015, Albon a trecut la Formula 3, terminând pe locul 7. Un an mai târziu, Albon a semnat cu ART Grand Prix pentru a concura alături de Charles Leclerc în seria GP3, terminând pe locul doi în campionatul la piloți, fiind învins doar de coechipierul său. Albon a primit din nou un loc la ART în 2017 pentru a participa în Campionatul FIA Formula 2 unde și-a încheiat anul pe locul 10. 
După ce și-a făcut debutul în Formula 1 din 2019 cu Scuderia Toro Rosso, la 12 august 2019, Red Bull Racing a anunțat că Albon îl va înlocui pe Pierre Gasly în echipa seniorului Red Bull, cu schimbul având loc la Marele Premiu al Belgiei din 2019. A rămas la Red Bull până la sfârșitul sezonului 2020, obținând primul său podium la Marele Premiu al Toscanei din 2020, și încă unul la Marele Premiu al Bahrainului din 2020. În 2021, Albon a rămas fără echipă după ce s-a despărțit de Red Bull, însă a revenit în Formula 1 în 2022, conducând de această dată pentru Williams.

## Cariera în Formula 1

### Toro Rosso (2019 )
La Marele Premiu al Bahrainului din 2019, a doua cursă din cariera de Formula 1 a lui Albon, el a terminat pe locul 9 pentru a înscrie primele sale puncte. La următoarea cursă din China, Albon a pornit de la boxe după un accident puternic în a treia sesiune de antrenamente libere și nu a putut concura în calificări. Albon a terminat pe locul 10 și a câștigat premiul „Pilotul zilei”. O altă poziție în puncte a venit cu un loc pe locul 8 la Monaco. După o retragere la Marele Premiu al Canadei din 2019 și trei finalizări consecutive în afara punctelor, Albon avut un parcurs puternic pentru a ajunge pe locul 6 la haoticul Mare Premiu al Germaniei din 2019, afectat de ploaie. În următorul Mare Premiu al Ungariei, Albon a terminat pe locul 10, după ce a avut o luptă acerbă cu coechipierul său, Daniil Kveat, în timpul cursei.
La 12 august 2019, Red Bull a anunțat că Albon îl va înlocui pe Pierre Gasly în echipă începând cu Marele Premiu al Belgiei din 2019, iar Gasly se va întoarce la Toro Rosso. Schimbarea a apărut după ce Gasly nu a reușit să păstreze același ritm al fostului coechipier, Max Verstappen.

### Red Bull Racing (2019-2020)

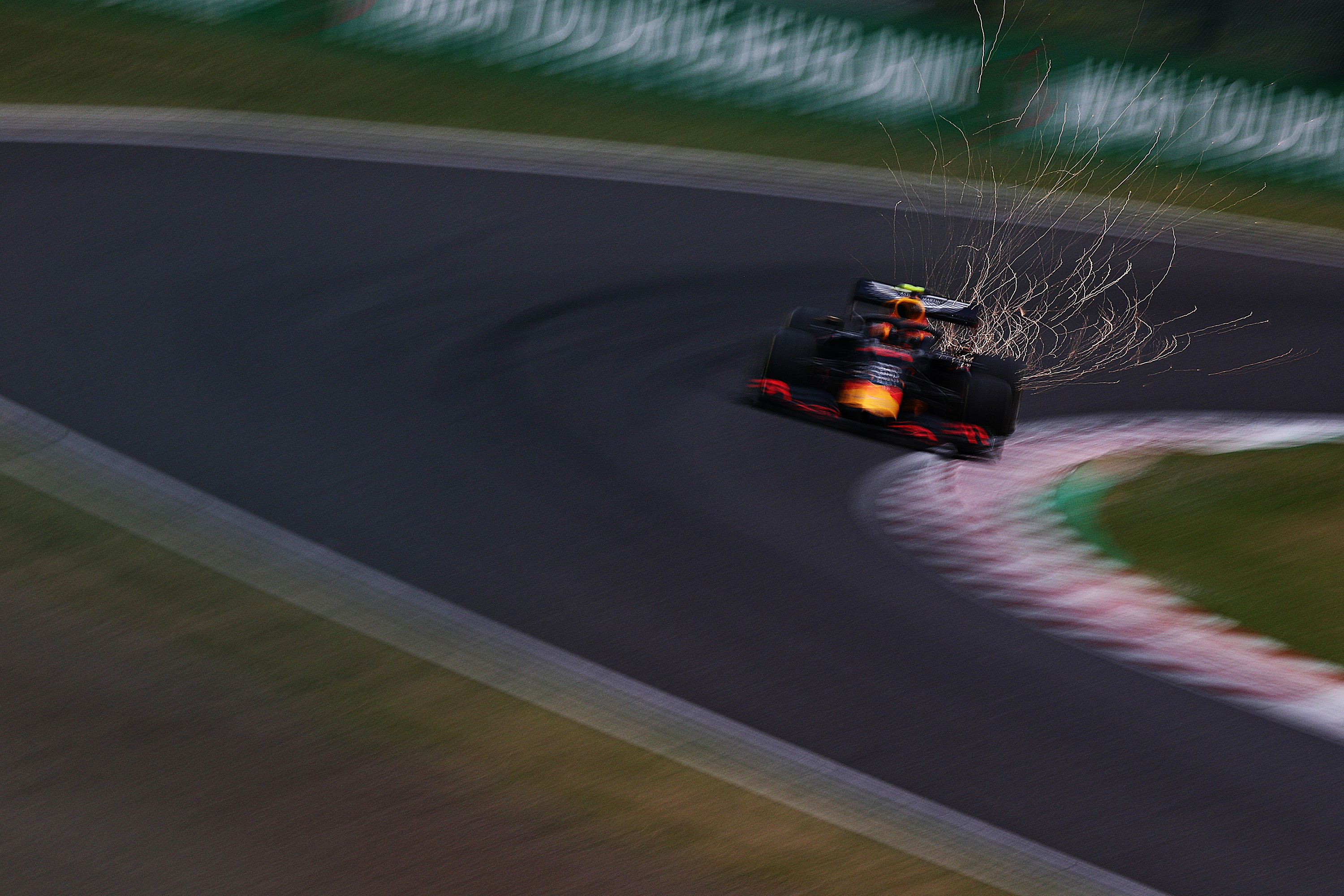
Albon în Marele Premiu al Japoniei din 2019

La prima sa cursă cu Red Bull la Marele Premiu al Belgiei, Albon a fost forțat să înceapă de pe locul 17 din cauza unei schimbări a unității de putere. Cu toate acestea, el a produs un condus lipsit de incidente și după ce a trecut de Sergio Pérez în ultimul tur, Albon a trecut pe locul 5. O pereche de finalizări pe locul 6 au urmat în Italia și Singapore. După un accident în calificarea din Rusia, rezultând într-un start de pe linia boxelor, Albon a intrat pe teren pentru a revendica un alt loc 5. Albon și Verstappen au stabilit timpi identici în calificările din Marele Premiu al Japoniei, iar Albon a terminat pe locul 4, cel mai bun din carieră. El a terminat pe locul 5 atât în rundele mexicane, cât și în cele din Statele Unite și era aproape de o poziție pe locul 2 în Brazilia înainte ca o mișcare de depășire a lui Lewis Hamilton să-i fi încheiat șansele. Albon a terminat cursa pe poziția a 14-a, încheind o serie de nouă terminări în puncte. Ulterior, Hamilton a primit o penalizare pentru că a provocat coliziunea. La ultima cursă de la Abu Dhabi, Albon a fost un concurent pentru locul 6 în campionat, însă, terminând pe locul 6 în cursă, nu a putut să-i depășească pe Carlos Sainz Jr. și Pierre Gasly și și-a încheiat sezonul de debut în Formula 1 pe locul 8 în clasament, cu 92 de puncte. 
La 12 noiembrie 2019, Red Bull a anunțat că Albon va continua în echipă și în sezonul 2020. 2020 a început catastrofal pentru Red Bull, ambii piloți retrăgându-se din prima cursă a sezonului. Pe parcursul sezonul, se simțea aceeași atmosferă ca cea din sezonul precedent. Deși Albon avea clasări constante în puncte, acestea nu erau de ajuns întrucât coechipierul său fie câștiga cursa, fie termina pe podium. Albon a reușit însă și primul său podium din F1 în Marele Premiu al Toscanei, și încă unul în Marele Premiu al Bahrainului. Acestea însă nu au fost de ajuns ca să-i convingă pe șefii echipei să-l păstreze în echipă, astfel că Albon a fost înlocuit de Sergio Pérez pentru sezonul din 2021, el nereușind să-și găsească loc în altă echipă. Albon a terminat sezonul pe locul 7 cu 105 puncte.

### Williams (2022-prezent)

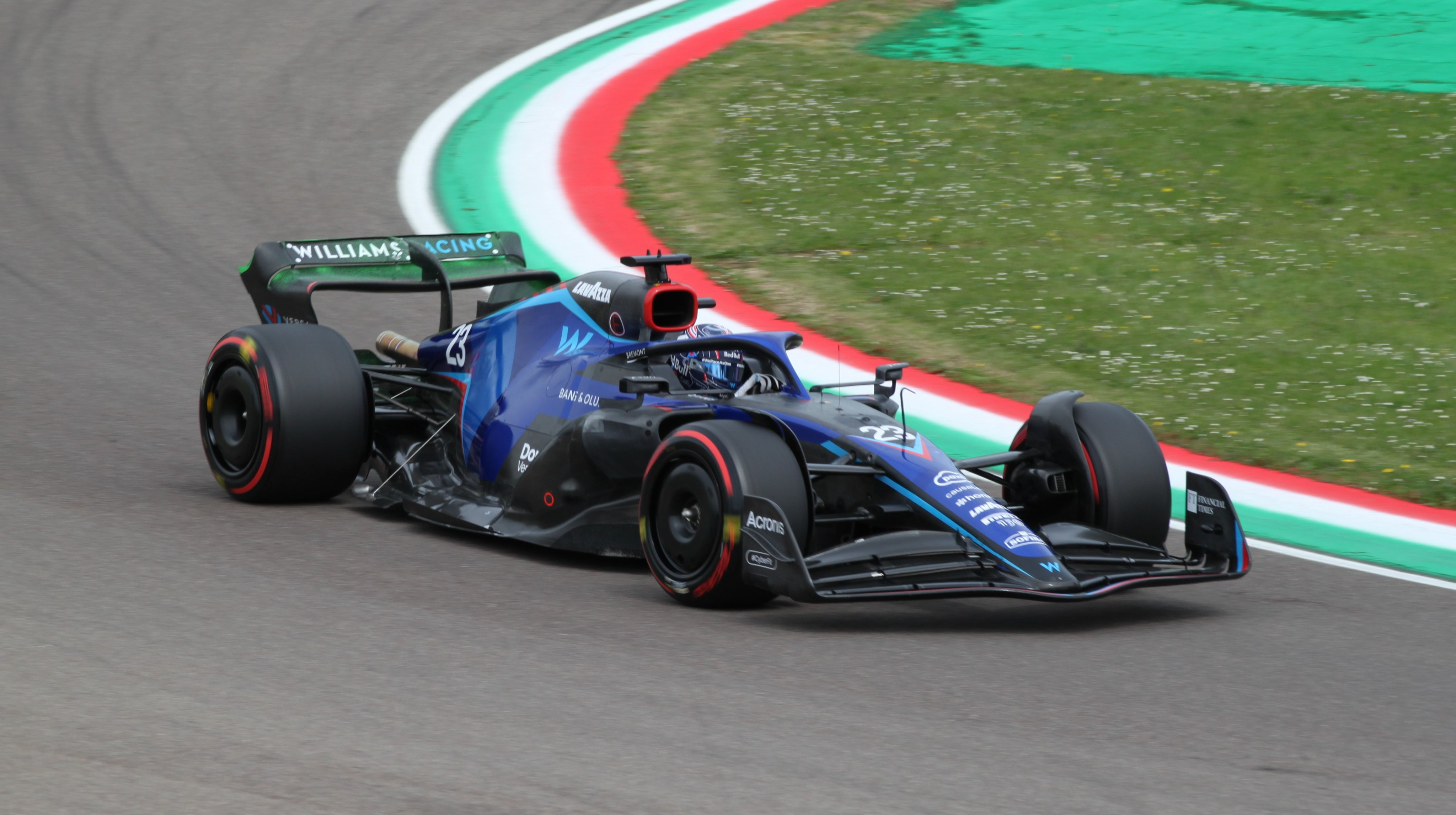
Albon în.

Albon s-a întors la un loc de cursă în Formula 1 în 2022 cu Williams, înlocuindu-l pe George Russell. În prima sa cursă pentru Williams, Marele Premiu al Bahrainului din 2022, Albon l-a întrecut pe Latifi, coechipierul său, în calificări și a terminat cursa pe locul 13. El a marcat primul său punct pentru Williams la Marele Premiu al Australiei din 2022 terminând pe locul zece; a început cursa de pe ultimul loc și a făcut oprirea obligatorie la boxe cu un tur rămas. Albon s-a calificat pe locul 18 pentru Marele Premiu inaugural de la Miami și s-a clasat în cursă pe locul nouă, al doilea punctaj al sezonului. În Marele Premiu al Marii Britanii, Albon a fost implicat într-un accident din primul tur cu Yuki Tsunoda și Esteban Ocon, după ce a fost lovit din spate de Sebastian Vettel. El a fost internat pentru controale de precauție, nesuferind răni grave. La Marele Premiu al Belgiei a ajuns pentru prima dată în Q3 cu Williams, calificându-se pe locul nouă și pornind cursa de pe locul șase din cauza penalizărilor pe grilă pentru alți piloți. El a terminat cursa pe locul zece, marcând un punct. Albon a fost forțat să se retragă din Marele Premiu al Italiei după ce a suferit de apendicită și a fost înlocuit de Nyck de Vries. Albon a încheiat sezonul pe locul 19 în Campionatul Mondial al Piloților, obținând 4 din cele 8 puncte ale lui Williams.

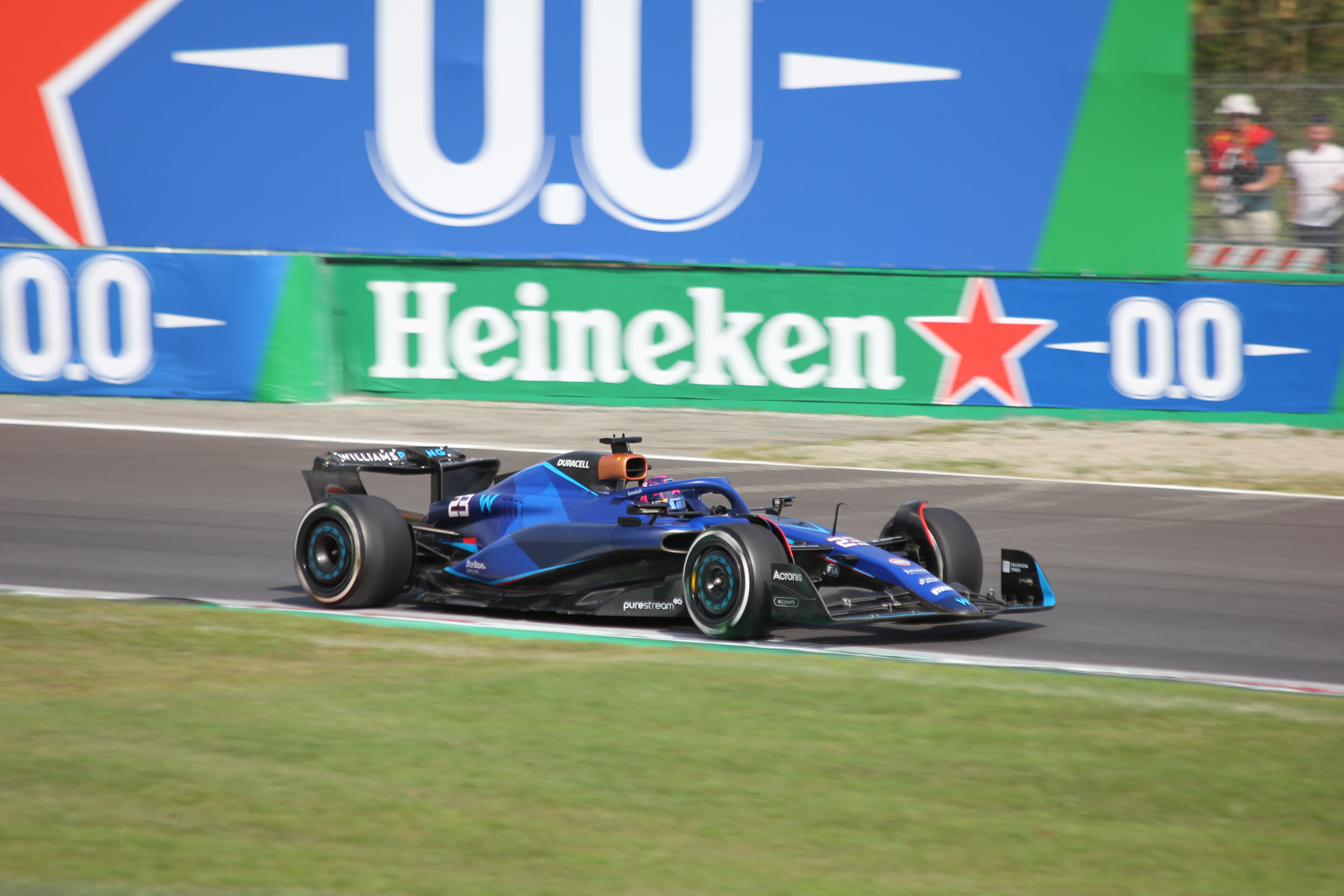
Albon în.

Albon a continuat cu Williams pentru 2023 pe un contract pe mai mulți ani, în parteneriat cu Logan Sargeant, care l-a înlocuit pe Nicholas Latifi. S-a calificat pe locul 15 la Marele Premiu al Bahrainului, cursa de deschidere a sezonului, nereușind să stabilească un timp în Q2 din cauza avariilor la aripa față. Și-a revenit în cursă pentru a marca un punct cu locul zece. Au urmat însă șase cursă fără vreun punct obținut dar, la Marele Premiu al Canadei, a executat cu succes o strategie cu o singură oprire și a ținut în spate mașinile mai rapide ale lui Sergio Pérez și George Russell pentru o mare parte a cursei pentru a termina pe locul șapte, cel mai bun rezultat al său de până acum pentru Williams. S-a calificat în primii zece pentru a treia cursă consecutivă la Marele Premiu al Marii Britanii și a terminat în fața ambelor mașini Ferrari, pe locul opt. El și-a egalat cea mai înaltă poziție în calificări din carieră la Marele Premiu al Țărilor de Jos, pornind pe locul patru. El a marcat din nou puncte la Marele Premiu al Italiei, unde s-a calificat pe locul șase și s-a apărat împotriva lui Lando Norris pentru a termina pe locul șapte. Alte clasări în puncte au venit la Marele Premiu al Statelor Unite și cel de la Ciudad de México; a terminat pe locul nouă în ambele curse, pornind din afara primilor zece. Albon a încheiat sezonul pe locul 13 în Campionatul Piloților. El a marcat 27 de puncte față de un punct al lui Sargeant, asigurând echipei Williams locul șapte în Campionatul Constructorilor.
Albon a continuat la Williams alături de Logan Sargeant și în 2024. Ambii piloți s-au confruntat cu probleme de supraîncălzire a motorului la Marele Premiu al Bahrainului, iar Albon a terminat în afara primelor zece locuri. O coliziune cu Kevin Magnussen în Arabia Saudită l-a făcut să termine pe locul 11. În Australia, Albon a suferit un accident în timpul antrenamentelor, lăsând Williams fără un șasiu de rezervă. Echipa l-a retras pe Sargeant pentru a-i permite lui Albon să concureze, terminând din nou pe locul 11. Cursa lui Albon din Japonia s-a încheiat în primul tur în urma unui accident cu Daniel Ricciardo. Pe 15 mai, Williams a anunțat prelungirea pe mai mulți ani a contractului lui Albon. După trei curse fără puncte, Albon s-a calificat și a terminat pe locul 9 la Monaco, obținând primele puncte pentru el și pentru echipă din sezon. S-a retras apoi din Marele Premiu al Canadei după ce a fost lovit de Carlos Sainz Jr.. După ce a terminat în afara punctelor în Spania și Austria, Albon a obținut a doua clasare în puncte a sezonului cu un alt loc nouă la Silverstone. La jumătatea sezonului, el ocupa locul 17 în campionatul piloților, cu 4 puncte. Franco Colapinto l-a înlocuit pe Sargeant după Marele Premiu al Țărilor de Jos. Albon a adăugat puncte la Monza cu un loc 9 și un loc 7 în Azerbaidjan, ducând Williams în fața echipei Alpine în Campionatul Constructorilor. Albon nu a luat startul în Marele Premiu de la São Paulo din cauza unui accident în calificări, în urma căruia Williams nu a putut să își repare mașina la timp. Nu a mai obținut niciun punct pândă la sfârșitul sezonului, clasându-se la final pe locul 16 în campionatul piloților.

## Statistici
| Sezon | Echipă                                                   | Competiție                       | Puncte | Poz. |
| ----- | -------------------------------------------------------- | -------------------------------- | ------ | ---- |
| 2012  | EPIC Racing                                              | Formula Renault 2.0 Alps         | 26     | 17   |
| 2013  | KTR                                                      | Formula Renault 2.0 Alps Eurocup | 22     | 16   |
| 2014  | KTR                                                      | Formula Renault 2.0 Eurocup      | 117    | 3    |
| 2015  | Signature                                                | Formula 3                        | 187    | 7    |
| 2016  | ART Grand Prix                                           | GP3                              | 117    | 2    |
| 2017  | Signature                                                | Formula 2                        | 86     | 10   |
| 2018  | DAMS                                                     | Formula 2                        | 212    | 3    |
| 2019  | Scuderia Toro Rosso (12 etape) Red Bull Racing (9 etape) | Formula 1                        | 92     | 8    |
| 2020  | Red Bull Racing                                          | Formula 1                        | 105    | 7    |
| 2022  | Williams                                                 | Formula 1                        | 4      | 19   |
| 2023  | Williams                                                 | Formula 1                        | 27     | 13   |
| 2024  | Williams                                                 | Formula 1                        | 12     | 16   |

## Legături externe
- Site web oficial
- Alexander Albon sumarul carierei pe DriverDB.com